# ウィリアム・ヘンゼル
ウィリアム・ヘンゼル（William Henzell, 1982年3月23日 - ）は、オーストラリアの卓球選手。
趣味は写真撮影とポーカー。
特にポーカーはワールドポーカーツアーに参加するほど。
アデレード生まれで、14歳の時にスウェーデンに移住。
英語、スウェーデン語、ドイツ語の3か国語を操る。

## プレースタイル
両ハンドのカウンターという持ち味を活かすため、横回転系のサービスを多用する。
また、両ハンドでのカウンターで仕留めるには両サイドに適度なスペースを空けて待ち構える必要があるためミドル付近からサービスを出す事が多い。
状況に応じてフォアハンドでのカウンターを主体としたプレーに切り替える事があり、その際には基本通りのバックサイド側からサービスを出す。

## 主な戦績
- 2001年
  - Australian National Champion
- 2002年
  - Australian National Champion
- 2004年
  - オセアニア選手権 男子シングルス優勝
- 2005年
  - Australian Open Champion
  - Australian National Champion
- 2006年
  - Australian National Champion
  - オセアニア選手権 男子シングルス優勝
- 2007年
  - Australian Open Champion
  - Australian National Champion
- 2008年
  - Australian Open Champion
  - Australian National Champion